# Christmas night 2066
Christmas night 2066 is een studioalbum van de Italiaanse band Moongarden. 

## Inleiding
Het was al enige tijd stil rondom Moongarden dat het in aanloop tot dit album vijf jaar stil hield. Moongarden kwam na die stilte met een soort conceptalbum over een familie die door de jaren heen door wat voor reden dan ook elkaar uit het oog verloren hebben, maar dan toch op Kerstmis 2066 weer bij elkaar zijn. Hoofdman van de band is dan al jaren Christiano Roversi (met gitarist Cremoni), die het thema bedacht, produceerde en ook het merendeel van de muziek schreef. Teksten werden verzorgd door Antonio De Sarno. Moongarden is anno 2023 een vergeten band; er kwamen nauwelijks recensies van dit album. De muziek werd wel omschreven als “aardig” en “verzorgd” , maar er zat mede doordat één man de dienst uitmaakt er geen vooruitgang (meer) in. Opvallend is dan het wel een hoge waardering kreeg op progarchives (4:08 uit 5) maar ook daar waren slechts 12 fans die de moeite namen hun waardering uit te spreken. Dit cijfer komt meer overeen met de waardering die Freek Wolff van IO Pages zou geven; hij vond het album de notering “tip” waardig 
In het tekstboekje werd herinnerd aan de coronapandemie en oorlogen van de jaren twintig (armageddon) van de 21e eeuw. Het album werd volgens de tekstschrijver daarvan voornamelijk geschreven voor het nageslacht met To Our Children's Children's Children van The Moody Blues in gedachten.

## Musici
- Simone Baldini Tosi – zang, viool (zanglijnen)
- David Cremoni, Dimitri Sardini – akoestische en elektrische gitaar
- Christiano Roversi – toetsinstrumenten waaronder mellotron, samples, aanvullend gitaar en baspedalen
- Mattia Scolfaro – drumstel, percussie
- Mirko Tagliasacchi – basgitaar met of zonder frets, twaalfsnarige gitaar

Met
- Andrea Giarola – 8 snarige gitaar
- Leonora – zang op Rememeber my voice
- Erik Montanaro – elektrische gitaar op God’s will

## Muziek
| Nr. | Titel                                 | Duur |
| --- | ------------------------------------- | ---- |
| 1.  | After all                             | 1:46 |
| 2.  | The Armageddon parade                 | 1:22 |
| 3.  | God’s will                            | 4:43 |
| 4.  | The power that might                  | 3:39 |
| 5.  | Remember my voice                     | 1:58 |
| 6.  | Rain of fire                          | 3:54 |
| 7.  | The forest of glass                   | 3:32 |
| 8.  | Sick tranquility in a dream of rubble | 2:13 |
| 9.  | Just you and me                       | 4:50 |
| 10. | Building a new world                  | 5;46 |
| 11. | After all it’s christmas              | 8:30 |

Als toegift werd een bonus-cd toegevoegd, die nauwelijks van belang was. Daarop coverde Moongarden onder andere Invisible Touch (gezongen door Simone Rossetti van The Watch) en Hairless heart van Genesis en Sole survivor van Asia.